# 学びのすすめ
学びのすすめ（まなびのすすめ）は、2002年1月に文部科学省が出した指針。

## 概要
子どもの学力を向上させるための施策であり、教育委員会と学校にそのための施策の実施が求められた。これはゆとり教育との決別であり、学力を重視して、エリート教育への方針転換と批判された。スーパーサイエンスハイスクール、スーパーイングリッシュランゲージハイスクール、学力向上フロンティア・ハイスクール事業などが進められた。
この頃に完全学校週5日制になり土曜日が休日になり学習量が精選されたことがゆとり教育であると批判されていた。これの趣旨はゆとりある時間を使って考える力を付けさせるのが狙いであったが、学校現場に十分に浸透する前に文部科学省から学びのすすめが公表されて、学校現場には戸惑いが広がった。